# Missa Solemnis (Beethoven)
La Missa Solemnis en re major, op. 123, és una missa composta per Ludwig van Beethoven en el període 1819-1823. L'estrena completa de la Missa solemnis fou a Sant Petersburg el 18 d'abril de 1824 sota els auspicis del príncep Nikolai Galitzin. Una representació parcial va tenir lloc a Viena el 7 de maig de 1824, quan el Kyrie, Credo i Agnus Dei van ser dirigits pel compositor juntament amb la novena simfonia. Es considera generalment com un els èxits suprems del compositor.
Aquesta és la seva tercera obra litúrgica després de l'oratori Crist en el Mont de les Oliveres (op. 85, 1801) i la Missa en do major (op. 86, 1807), comissionada pel príncep Esterházy.

## Antecedents

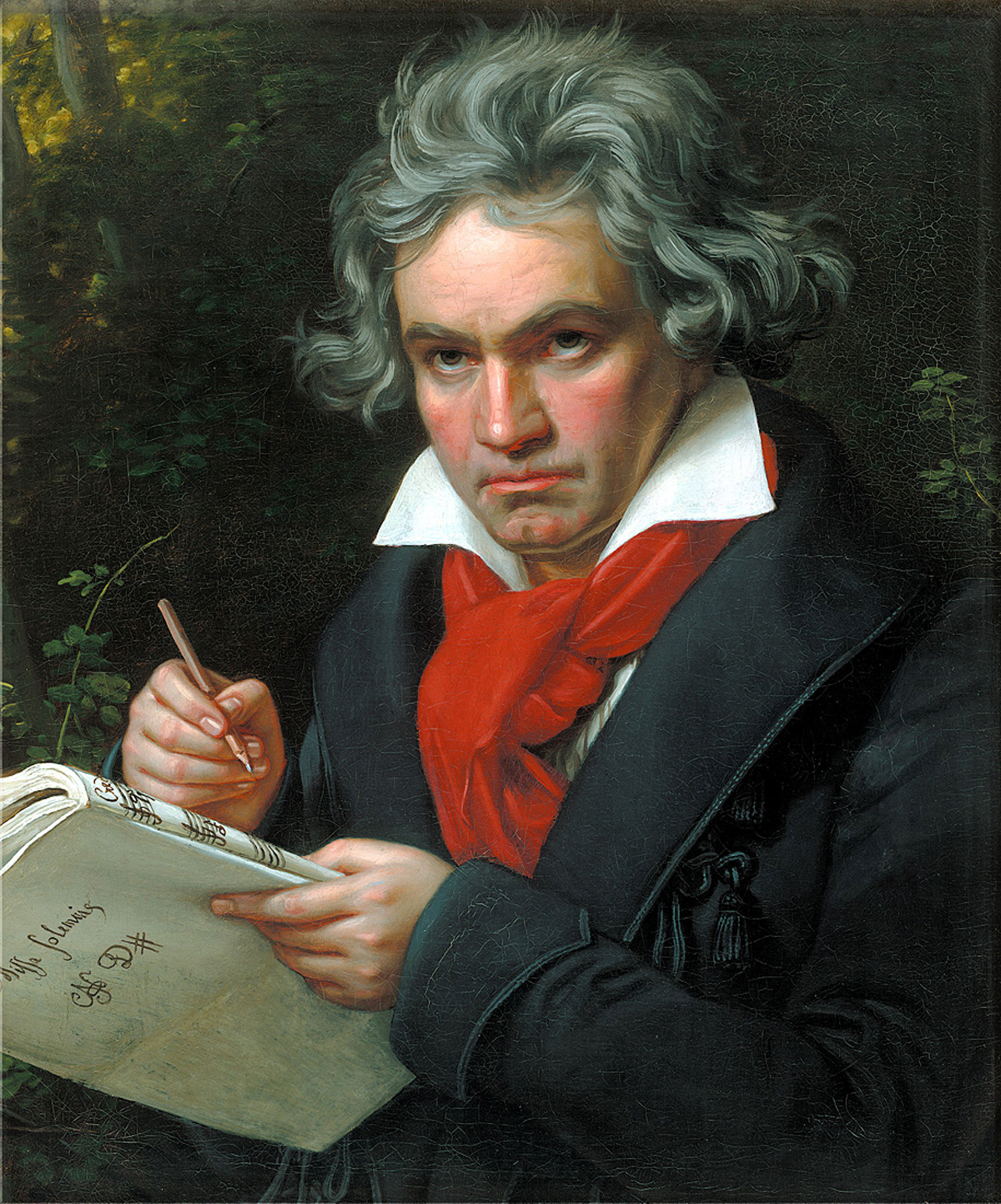
Ludwig van Beethoven

Els cinc anys següents a 1812 (l'any de la setena i vuitena simfonies) van ser uns dels més difícils de la vida de Beethoven. Mentre que la seva sordesa va esdevenir total, s'enfrontà a una acumulació de problemes familiars (mort del seu germà Kaspar-Karlr el 1815, una sèrie de demandes en contra de la seva germana per la custòdia exclusiva del seu nebot Karl), materials (aïllament, augment de la pobresa), i també professionals (pèrdua gradual del favor del públic de Viena), que va donar lloc a una desacceleració significativa en la seva activitat creativa. Entre 1816 i 1817 el compositor es va posar greument malalt i semblava estar a punt del suïcidi. Però les seves forces van tornar a la fi de l'any 1817, mentre va començar a treballar amb la sonata «Hammerklavier».
Beethoven sempre havia sigut un creient sense ser un practicant assidu, però una característica del músic en el seu últim període creatiu és haver-se convertit a l'espiritualitat, com ho demostren les nombroses cites d'ordre religiós que va recopiar en els seus quaderns des de 1817.
L'ascensió del seu deixeble i amic l'arxiduc Rodolf al rang d'arquebisbe d'Olmütz el juny de 1818, proporciona Beethoven l'excusa per dissenyar una gran obra religiosa que planejà inicialment com una missa d'entronització. Però les proporcions monumentals que va prendre la Missa Solemnis li varen portar gairebé cinc anys de dur treball, període durant el qual també va concebre les últimes quatre sonates per a piano. Esbossat a l'estiu de 1818, la missa no va ser acabada fins als darrers mesos de 1822 i va ser lliurat a l'arxiduc el 1823. Sota el règim de Metternich que es va establir llavors a Àustria, la censura va prohibir la representació d'una missa en un concert públic. La Missa Solemnis només va ser estrenada doncs parcialment (Kyrie, Agnus Dei, i el Credo) el 7 de maig de 1824 al famós concert que també va veure la creació de la novena simfonia. La seva plena execució va tenir lloc el 29 de juny de 1830 a Warnsdorf.